# Vilém Kostka z Postupic
Vilém Kostka z Postupic († 15. listopadu 1436 Vysoká nad Labem) patřil k významným zástupcům nižší husitské šlechty umírněného křídla. Nebyl jen válečníkem, ale zejména schopným diplomatem. Byl členem poselstva na Basilejský koncil a v bitvě u Lipan bojoval na straně utrakvisticko-katolické koalice.

## Život

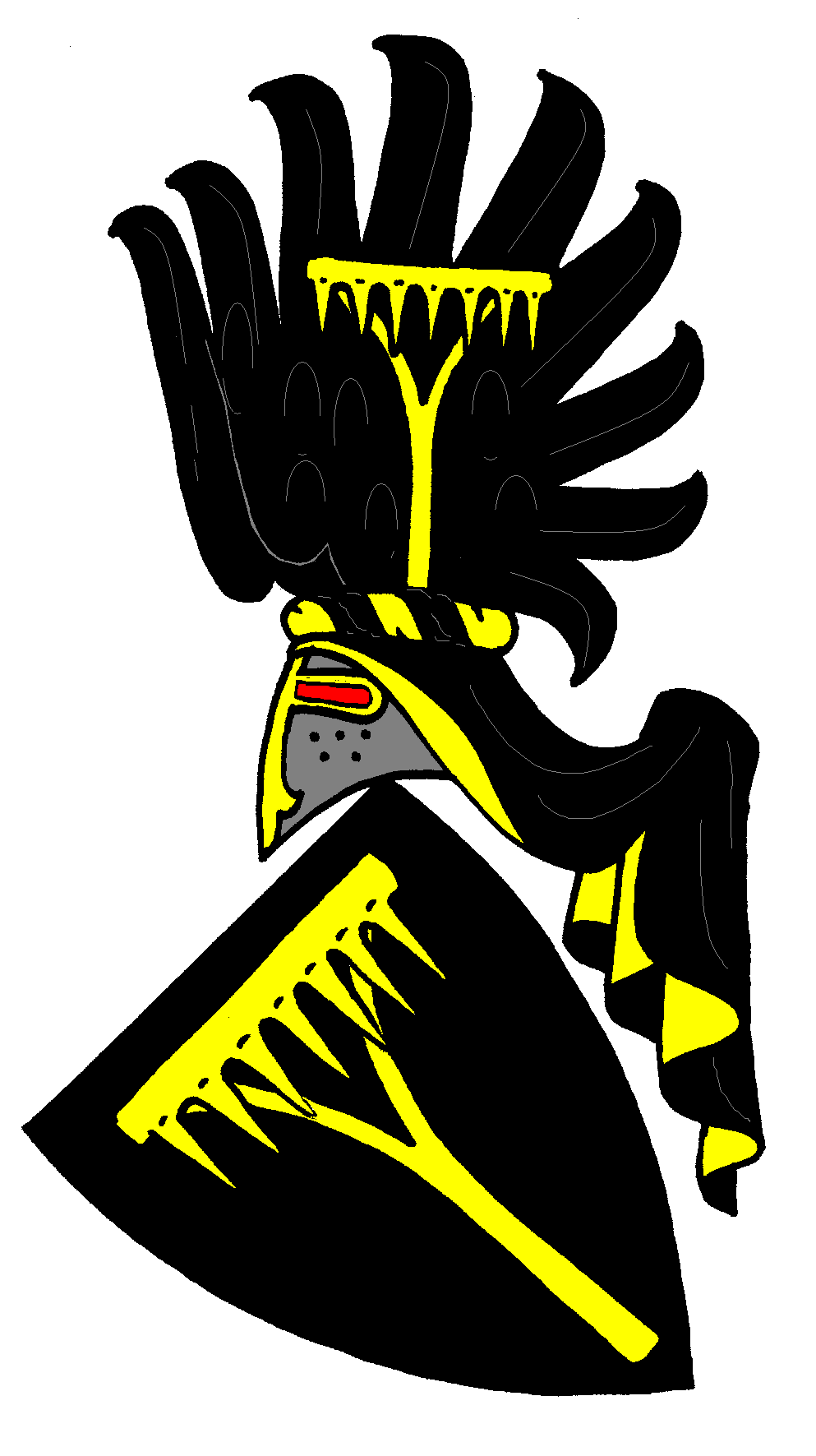
Varianta erbu Kostků z Postupic s klenotem v podobě černého křídla se zlatými hráběmi

Vilém Kostka byl typickým představitelem drobné kališnické šlechty, kterým husitská revoluce dopomohla ke vzestupu i získání majetku. V roce 1421 se zúčastnil ve vojsku pražanů dobytí hradu Vildštejna, který mu byl svěřen do správy. Brzy poté byl vybrán do poselstva k polskému králi Vladislavu II. s nabídkou české koruny. Když jednání neskončilo úspěchem, bylo vypraveno další poselstvo k litevskému knížeti Vitoldovi, jehož se Vilém rovněž zúčastnil. Poslové však byli ve slezské Ratiboři zajati, předáni císaři Zikmundovi a uvězněni v Trenčíně. Ze zajetí se Vilém Kostka dostal při výměně zajatců po bitvě u Německého Brodu. Když byl potom za zemského správce uznán Zikmund Korybutovič a přijel do Prahy, byl Vilém v roce 1423 jmenován královským podkomořím.
Politicky měl Vilém Kostka nejblíže k pražanům. Začátkem září 1427 překazil pokus o převrat skupiny kolem Hynka Koldštejnského v Praze, když poté, co se na organizaci akce podílel, jejich plán prozradil svým pražským přátelům. Ozbrojená akce byla následně v Praze odražena a Kolštejn byl následujícího dne na Starém Městě zavražděn.
V roce 1432 patřil k předním postavám při jednáních husitů s představiteli církve. Zúčastnil se jednání se zástupci basilejského koncilu v Chebu na takzvaném soudci chebském, kde se projednávaly podmínky slyšení husitů před koncilem. Poté byl zvolen do poselstva, které bylo na koncil vysláno a po tříměsíčním jednání dosáhlo dohody, tzv. kompaktát. Díky Prokopovi Holému se v témže roce stal litomyšlským hejtmanem.
V následujícím období se přiklonil ke straně, která si přála ukončení bojů. V bitvě u Lipan bojoval na vítězné straně a později uznal císaře Zikmunda za českého krále (byl členem poselstva, které ho v roce 1436 vítalo v Jihlavě). Zikmund mu potom zapsal litomyšlské statky do dědičného držení. Ze Zikmundova pověření se v roce 1436 zapojil se svými oddíly do obléhání Hradce Králové, který se pod vedením kněze Ambrože proti císaři vzbouřil. Při nočním výpadu obránců byl zabit ve svém stanu v ležení u Vysoké nad Labem.

## Rodina a državy
Vilém Kostka byl synem Zdeňka Kostky z Postupic, který je prvním známým představitelem tohoto rodu. S manželkou Eliškou z Liblic měl čtyři syny, Bohuše, Zdeňka, Albrechta a Jana a dceru Annu. Tři starší synové byli rovněž politicky aktivní a dále rozmnožili rodové majetky. Původní rodové sídlo, tvrz Postupice, vyměnil Vilém za Hrádek (později zvaný Komorní Hrádek). Základnou rodu se stalo litomyšlské panství, jehož dědičné držení potvrdil později jeho synu Zdeňkovi Jiří z Poděbrad.